# Тери Дейвис
Терънс Андрю Дейвис (на английски: Terrence Andrew Davis) е американски програмист, най-известен като създател на операционната система TempleOS. Разработката ѝ е изключително сложно, времеемко и необичайно начинание за един човек. Към края на живота си той натрупва значителен брой онлайн последователи и редовно споделя видео блоговете си в социалните мрежи.
Като тийнейджър, Дейвис се научава да програмира на асемблерен език на Commodore 64. По-късно завършва бакалавърска степен по компютърно инженерство (1992 г.) и магистърска степен по електроинженерство (1994 г.) в Университета на щата Аризона, а след това работи няколко години за Ticketmaster, програмирайки VAX машини. През 1996 г. започва да изпитва редовни пристъпи на мания, един от които го довежда дори до хоспитализиране. Първоначално е диагностициран с биполярно разстройство, но по-късно става ясно, че страда шизофрения.
Дейвис израства като католик, като известно време е и атеист. След като претърпява така описаното от него „откровение“, той обявява, че води пряка комуникация с Господ и че той му е наредил да построи наследник на Втория йерусалимски храм. Така той отдавна около едно десетилетие от живота си на създаването на операционна система, моделирана по модела на DOS-базираните интерфейси, които познава от младините си. В началото я нарича J OS, а след това LoseThos. През 2013 г. Дейвис обявява, че е приключил работата по проекта, който в крайна сметка кръщава TempleOS. Тази операционната система се счита за любителска, неподходяща за реална употреба, но Дейвис получава голяма подкрепа от последователите си за да завърши проекта.
Макар умът на Дейвис винаги да остава бистър на теми свързани с компютрите, неговите комуникационни умения биват сериозно засегнати от шизофренията. Личността му поражда много полемики, тъй като той често използва расистки и хомофобски жаргон, което той самият определя като начина си да се справя с извършителите на психологическа война. През последните месеци на живота си се бори с периоди на бездомност и арести. Умира на 48-годишна възраст през 2018 г., след като е ударен от влак. Разследващите не успяват да определят дали смъртта му е инцидент или самоубийство.